# Жозе I (маніконго)
Жозе I (порт. José I) або Мпасі-а-Нканґа (кон. Mpasi a Nkanga) або Ндо Зозі (кон. Ndo Zozi; пом. 1785) — сорок другий маніконго центральноафриканського королівства Конго.
Смерть його попередника, Алвару XI, призвела до нової хвилі боротьби за владу між двома конголезькими королівськоми родинами, Кімпанзу та Кінлаза. Той конфлікт завершився перемогою королівської армії Жозе I під стінами Сан-Сальвадора. Після смерті Жозе трон зайняв його брат Афонсу VI.